# Región natural de Perche
La Perche es una región natural de Francia con una fuerte identidad campesina y cultural, que en el siglo VI designó una zona forestal conocida como Silva Pertica, probablemente de herencia celta anterior. Este territorio de transición entre el macizo Armoricano y la  se extiende desde las puertas de Alençon y el río Sarthe, que lo separa de los montes Amain al este de Sées, hasta las de Châteaudun y Vendôme junto al Loir, donde comienza la región natural de la Beauce.
Compuesta por valles, mesetas, colinas, crestas y valles, la región es también una importante reserva de agua natural, que alimenta las cuencas hidrográficas del Loira, el Sena o los ríos costeros normandos.
Distinguimos la Perche-Gouët en el centro, la Perche Vendômois en su parte sur, la Perche Sarthois en el Oeste, la Perche Dunois en el Este y la Haut Perche en el Norte. Estas denominaciones son anteriores o posteriores a la Revolución Francesa, según las divisiones hechas por los líderes políticos de las diferentes épocas; a pesar de ello, forman la misma unidad territorial natural.
Esta entidad geográfica no debe confundirse con el conjunto formado por las circunscripciones eclesiásticas de las diócesis de Séez, Chartres, Évreux y Le Mans que la desmembraron. No debería serlo tampoco con las divisiones políticas establecidas a partir de entonces en su territorio siguiendo el ejemplo del Condado de la Perche que agrupaba el Corbonnais, el Bellesmois y la región de Nogent-le-Rotrou, la Perche Gouët, que agrupaba cinco baronías, entre La Loupe y Thiron-Gardais, el Thymerais o Tierras Desmembradas y sus poderosos señores, el condado y luego el ducado de Vendôme (Perche Vendômois), el condado de Maine (Perche Sarthois) y el ducado de Normandía que marcaron su historia, y más recientemente la aparición de entidades administrativas nacidas de la descentralización.
Aunque la intermunicipalidad y la creación de países le han devuelto una visibilidad en parte, que la Revolución Francesa no había podido darle, sobre todo en el momento de la creación de los departamentos, con la creación de la Gran Perche por la asociación de los antiguos países de Perche de Eure-et-Loir y de Perche ornais, el Cantón de Perche en Loir et Cher y el Pays du Perche Sarthois, la región sigue dividida entre tres regiones (Centre-Val de Loire, Normandía y Pays de la Loire) y cuatro departamentos (Eure-et-Loir, Orne, Sarthe, Loir-et-Cher).

## Geografía

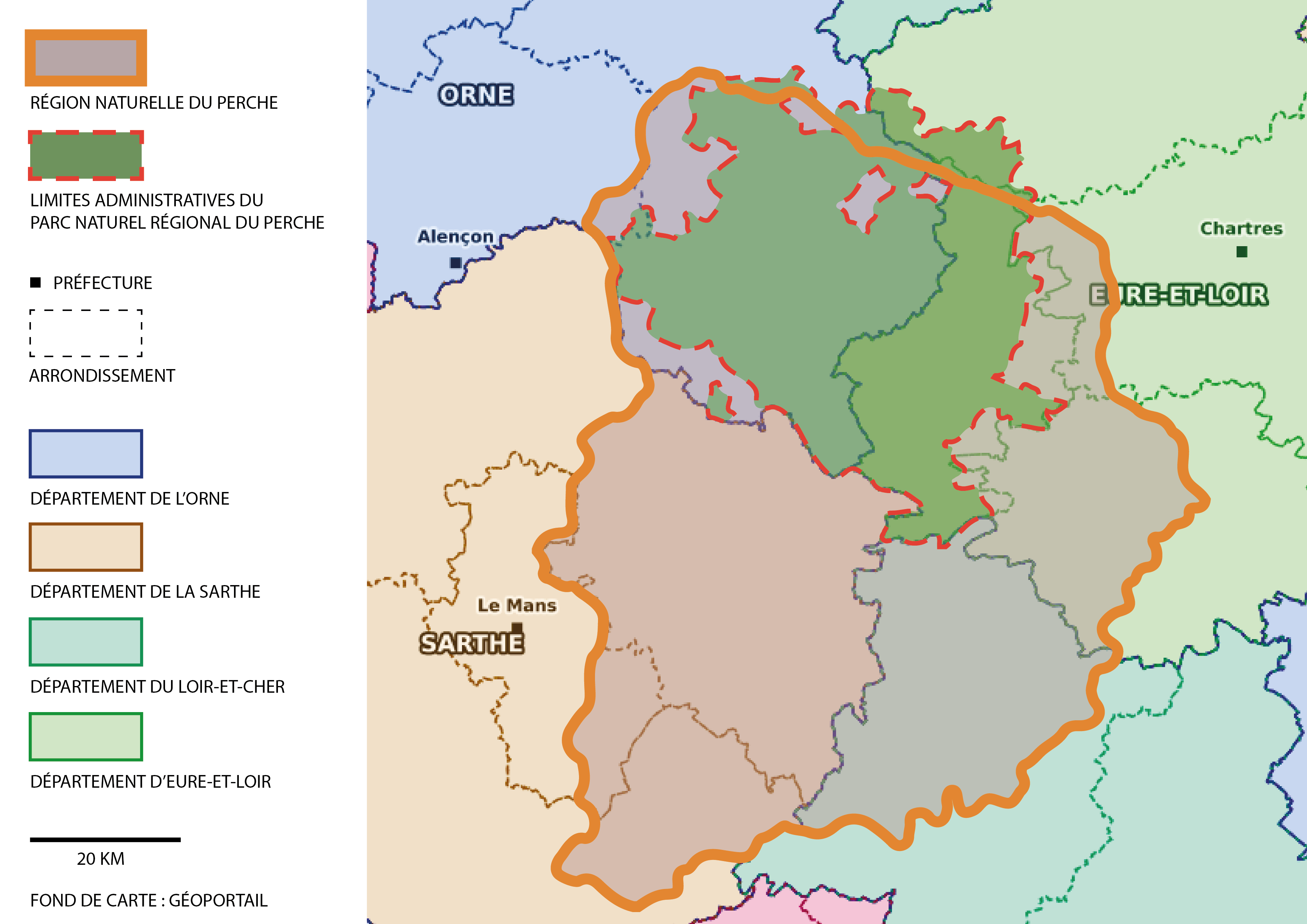
Geografía de la región natural de Perche.

País de mesetas (llanuras), valles y colinas, la Perche encuentra como límite la petite Beauce por el río Loir al sur y al este, la Grande Beauce en su parte nororiental, el país de Manceau al oeste, la campiña de Alençon al noroeste y el País de Ouché al norte.
El antiguo bosque que la constituía aún puede verse hoy en día. Quedan diferentes porciones con el bosque de Perseigne, situado en el extremo noroeste de este territorio, el bosque de Vibraye al oeste, el bosque de Perche más al este, en los de Bellême y Montmirail y en una infinidad de bosques lo suficientemente cercanos como para seguir trazando sus límites hasta los bosques de Fréteval, Bellande y Vendôme al sur, sin olvidar los macizos de Senonches, Châteauneuf-en-Thymerais o Montecôt al noreste.
La región es también una importante torre de agua que abastece las cuencas hidrográficas del Sena y el Loira y que da origen a una serie de ríos, incluidos el Eure, el Huisne y el Sarthe, así como ríos costeros que desembocan en el canal de la Mancha después de cruzar Normandía

### Clima
El Perche tiene un clima de tipo oceánico marcado por la influencia de los flujos de aire marítimo del oeste. En verano, el clima es caluroso y pesado; las precipitaciones son máximas en otoño. No obstante, existen diferencias locales, sobre todo en relación con la topografía y entre el norte y el sur de la región. El sur de la Perche tiene pocas precipitaciones con inviernos suaves, veranos calurosos y tormentosos y cielos luminosos, mientras que más al norte el clima es de fresco a frío y húmedo, con poca insolación, cielos neblinosos e inviernos frescos y ventosos.

#### Temperaturas
La temperatura media anual es relativamente templada e igual a la media de la región Centro en el sur de la Perche donde hay una media de 57 días con heladas. En el resto de la Perche la temperatura media anual oscila entre los 10 y los 9,5 °C, con más de 80 días de heladas al año. Esta cifra alcanza los 87 días en el norte, especialmente en la meseta de Senonches, que es una de las zonas más frías de la región Centro, con una temperatura media anual de 9,2 °C.

#### Precipitación
Las diferencias de precipitación entre el sur de la Perche y el norte de la Perche son del mismo orden. La subregión sur, a favor del viento, recibe una cantidad de agua anual de alrededor de 600 a 650 mm contra unos 750 en el norte. Las variaciones de un año a otro pueden ser significativas: 372 mm (1953) a 860 mm (1958) en la Perche Vendôme.
La región del norte, como el altiplano de Senonches y la Cuesta de l'argile a silex, orientados casi perpendicularmente a las masas de aire del oeste, reciben un nivel de precipitaciones bastante elevado, respectivamente 772 mm y 831 mm de media al año. Sin embargo, las diferencias interanuales pueden ser significativas: de 478 en 1953 a 1136 en 1960 en Senonches.

### Hidrografía
Muchos arroyos y ríos se originan o tienen su cuenca en la región natural de Perche. La región es una verdadera torre de agua para el Sena, el Loira y varios ríos costeros.
Los principales ríos de la región son:

#### Cuenca del Sena
El Sena es un río francés, de 777 kilómetros de longitud, que desemboca en la cuenca de París y riega Troyes, París, Ruan y El Havre. Su fuente se encuentra en Source-Seine, en Côte-d'Or, en la meseta de Langres. Desemboca en el canal de la Mancha entre El Havre y Honfleur. Su cuenca hidrográfica, con una superficie de 78 650 km2, es alimentada, en su curso inferior, principalmente por los siguientes ríos (afluentes del margen izquierdo):
- el Eure en el centro y noreste, tiene su nacimiento en Marchainville cerca de Longny-au-Perche en el Orne, un afluente del Sena
  - el Avre al norte, tiene su nacimiento en la Forêt domaniale du Perche, un afluente del Eure, un subafluente del Sena
    - La Meuvette, que se extiende a lo largo de unos cuarenta kilómetros, tiene su nacimiento en el bosque de Senonches cerca del pueblo de Les Ressuintes

  - el Blaise en el norte (Thymerais), tiene su nacimiento en Dampierre-sur-Blévy en el departamento de Eure-et-Loir no lejos del límite del Orne
  - el Iton al norte de la Perche, nace alrededor de Moulins-la-Marche en el Orne, un afluente del Eure, un subafluente del Sena .
- El Risle tiene su nacimiento, a una altitud de 275 metros, en los bosques situados en la frontera de los municipios de Ferrières-la-Verrerie y Planches dans l'Orne en las laderas de las montañas Aimain, nombre dado al borde de la meseta, delimitando la Perche en su parte norte, afluente del Sena.

#### Cuenca del Loira
El Loira es el río más largo de Francia, con una longitud de 1013 kilómetros. Se considera que su nacimiento está en Ardèche, en Mont Gerbier de Jonc en el Macizo Central. Su estuario se encuentra en el departamento de Loira Atlántico, al oeste de la región Países del Loira y al oeste de Anjou. Su cuenca hidrográfica de 117 000 km2 ocupa más de una quinta parte del territorio francés y es alimentada principalmente por el Sarthe y sus afluentes:
- el Sarthe al norte de la Perche, tiene su nacimiento en Saint-Aquilin-de-Corbion, en las colinas de la Perche de l'Orne, afluente del Loira
  - el Loir al sur y sureste, tiene su nacimiento cerca de la Perche en Saint-Éman en Eure-et-Loir, un afluente del Sarthe, un subafluente del Loira
    - el Ozanne tiene su nacimiento en Perche-Gouët, al este (Perche-Gouët), un afluente del Loir
    - la Braye, tiene su origen en las colinas de Perche al oeste de Authon-du-Perche y al sur de Nogent-le-Rotrou, en Eure-et-Loir, un afluente del Loir
      - el Couëtron nace alrededor de La Fontenelle, al este y al sur (Perche Vendômois), afluente del Braye, subafluente del Loir
      - El Anille tiene su nacimiento en el municipio de Conflans-sur-Anille, dentro del bosque de Marchevert, parte del bosque de Vibraye, afluente del Braye, subafluente del Loir.

    - El Yerre nace en el bosque de Montmirail, en la Perche, en el territorio del municipio de Chapelle-Guillaume, afluente del Loir, subafluente del Sarthe
    - el Grenne nace en La Fontenelle (Perche Vendômois), afluente del Braye, afluente del Loir
    - el Egvonne tiene su nacimiento en el Perche vendômois, en el municipio de La Fontenelle, afluente del Loir, subafluente del Sarthe

  - El Hoëne nace en el sureste del bosque nacional de Perche, en el territorio del municipio de Champs, en el departamento de Orne.
  - el Huisne en el oeste, afluente del Sarthe, subafluente del Loira
    - el Erre tiene su nacimiento en la localidad de Nocé en el Orne, afluente de la margen derecha del Huisne
    - el Même tiene su origen en el bosque de Bellême alrededor de Saint-Martin-du-Vieux-Bellême en el departamento de Orne, en la región contigua entre los parques naturales regionales de Normandie-Maine y Perche, que fluye desde la orilla derecha de Huisne
    - el Rhone tiene su nacimiento en el territorio de Authon-du-Perche, afluente de la orilla derecha de Huisne
    - el Jambette sirve de frontera en parte de su curso entre el Eure-et-Loir y el Orne, nace en el Etilleux, fluyendo desde el Huisne en la margen izquierda

  - el Saosnoise Orne al oeste, tiene su nacimiento en Montgaudry en el Orne dentro del Parque Natural Regional de Perche, no lejos de Mamers, un afluente del Sarthe, un subafluente del Loira

#### Ríos costeros
La región de Perche también da lugar a ríos costeros que tienen la característica de tener un área de captación pequeña y de desembocar en el canal de la Mancha sin haber sido un afluente:
- el Touques al norte de la Perche es un río costero que se origina en las colinas de la Perche cerca de Champ-Haut en el Orne.
- el Dives tiene su nacimiento en Courménil, cerca de Exmes, en el Orne, al norte del bosque de Gouffern.

## Economía

### Agricultura
La agricultura sigue siendo la principal actividad económica. Dos tercios de la superficie del Perche se dedican a la agricultura, por lo que es una zona mixta de agricultura y ganadería. Las explotaciones de la Perche se orientan principalmente hacia los cereales y la ganadería en las regiones de Eure-et-Loir y Loir-et-Cher, y hacia la ganadería en las regiones de Orléans y Sarthe. El mantenimiento de la ganadería es una cuestión estratégica para la región, ya que permite la conservación de los pastizales.
Conocida en el pasado por su bocage, la región ha desarrollado tradiciones particulares como el plessage à la percheronne (una técnica de tejido de setos vivos). La región cuenta con una gran variedad de peras (Calot, Loup, Curé, etc.) y manzanas (Coudre, Rose, Moisson, etc.), que se han utilizado para una amplia gama de fines (sidra, perada, compota, secado, encurtido, etc.).

### Ganadería
El caballo percherón es sin duda el emblema más famoso de la región.
También existe una raza de vaca percherona que casi ha desaparecido. Sin embargo, forma parte del patrimonio genético de las razas normanda, saosnoise y maine-anjou. Ahora está especificada e incluida en la actual raza saosnoise.

### Bosques

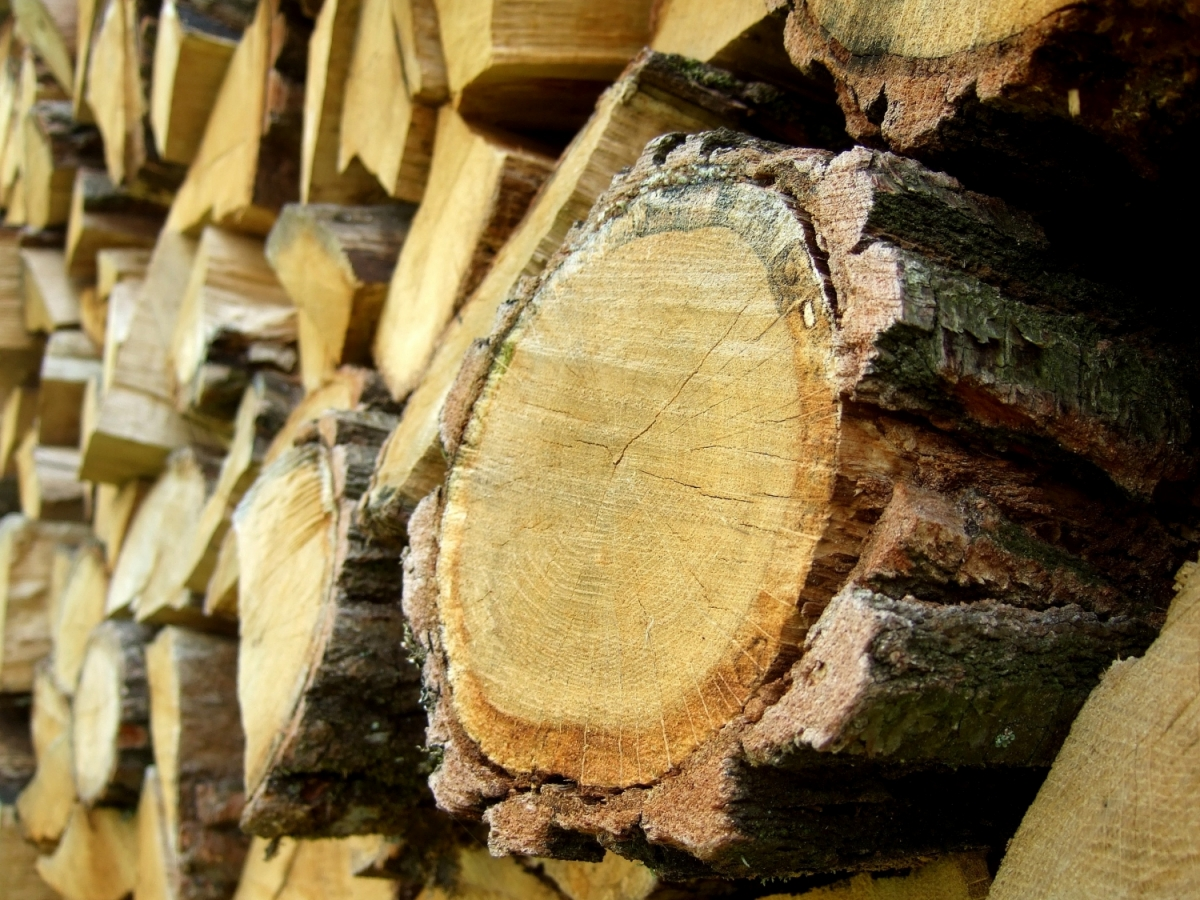
Madera de roble.

Le Perche siempre ha sido una tierra de bosques, como lo demuestra su nombre Silva Pertica y la existencia de sus bosques. Aún hoy, el bosque cubre más del 20 %  de la Perche y el roble representa 2/3 de los recursos madereros de los bosques. Esta abundancia forestal permite su aprovechamiento y la producción de madera lo que a su vez ha permitido el desarrollo de actividades mobiliarias. El sector se estructuró a finales de los años 1990 y 1997 con vistas a la creación de la asociación Perchebois, que lleva a cabo diversas acciones, en particular relacionadas con la promoción del sector y del mueble percherón.

## Entidades administrativas

#### Territorios administrativos de la Perche
| Regiones                 | Departamentos | Municipios | Denominación/regiones agrícolas      |
| ------------------------ | ------------- | ---------- | ------------------------------------ |
| - Centro-Valle del Loira | - Eure y Loir | 15         | Perche de Eure-et-Loir (15 cantones) |
| - Centro-Valle del Loira | - Loir y Cher | 8          | Perche Vendôme (8 cantones)          |
| - Normandía              | - Orne        | 6          | Perche Ornais (6 cantones)           |
| - Normandía              | - Eure        | 1          | Perche (1 cantón)                    |
| - País del Loira         | - Sarthe      | 8          | Perche Sarthois (8 cantones)         |

Nota: Los cantones deben tomarse en su totalidad o solo en parte